# Hay and Owen Buildings
Los Hay and Owen Buildings son un par de edificios comerciales históricos en la ciudad Providence, la capital del estado de Rhode Island (Estados Unidos).

## Descripción
El Owen Building (101 Dyer Street) se construyó en 1866 como dos edificios, con un callejón estrecho entre ellos. Fueron diseñados por Alfred Stone para George y Smith Owen (G. & S. Owen), cuyos hijos operaban un negocio mayorista de hilados en las instalaciones. En 1877 Stone, como Stone & Carpenter, volvió a remodelar los edificios. La parte sur, un edificio de cuatro pisos y nueve bahías, se mantuvo tal como se construyó en 1866. En cambio, la parte norte fue radicalmente cambiada. Se amplió para conocer la parte sur y se añadió un nuevo quinto piso. También se agregó una gran cantidad de ornamentación nueva en este momento. Así, los Edificios Owen plurales se convirtieron en el Owen Building. Las dos partes se unieron originalmente de la misma manera en las elevaciones este y oeste. El diseño original permanece en el oeste, pero el lado este se rellenó con una pared plana de ladrillos en algún momento entre 1918 y 1937.
The Hay Building (117-135 Dyer Street) es una estructura de cuatro pisos, construida en 1867 para Alexander Duncan, como una empresa comercial especulativa. Fue diseñado por James C. Bucklin. El Hay Building era anteriormente Hay Buildings, ya que una vez hubo una estructura a juego en el estacionamiento detrás del edificio. A pesar de su techo abuhardillado, el diseño sencillo del edificio recuerda los diseños anteriores de estilo neogriego de Bucklin.
Los dos edificios son sobrevivientes de la época en que el área de Weybosset Hill era un centro del puerto comercial de Providence.
Los edificios se incluyeron en el Registro Nacional de Lugares Históricos en 1982.

## Galería

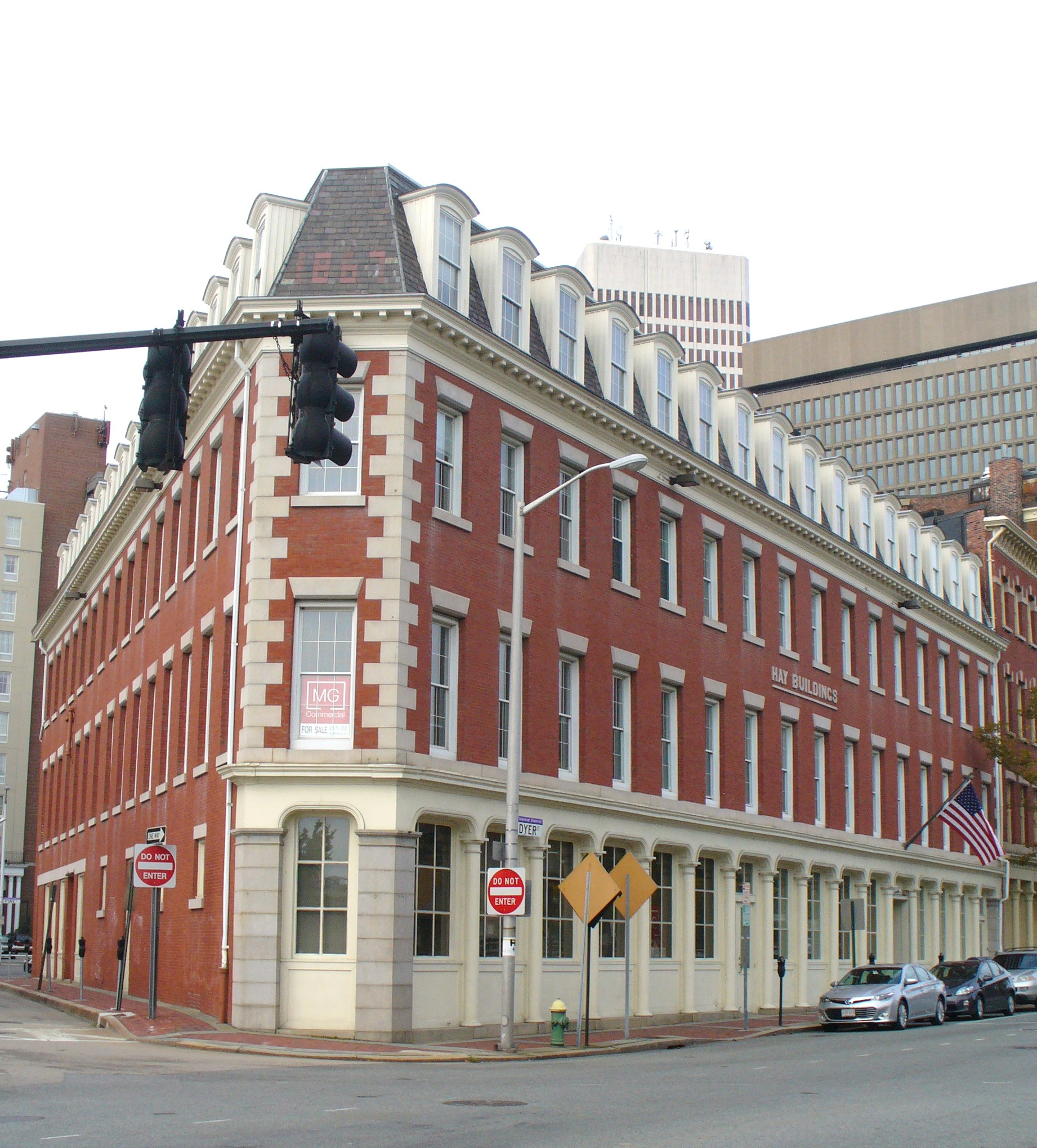
Hay Building
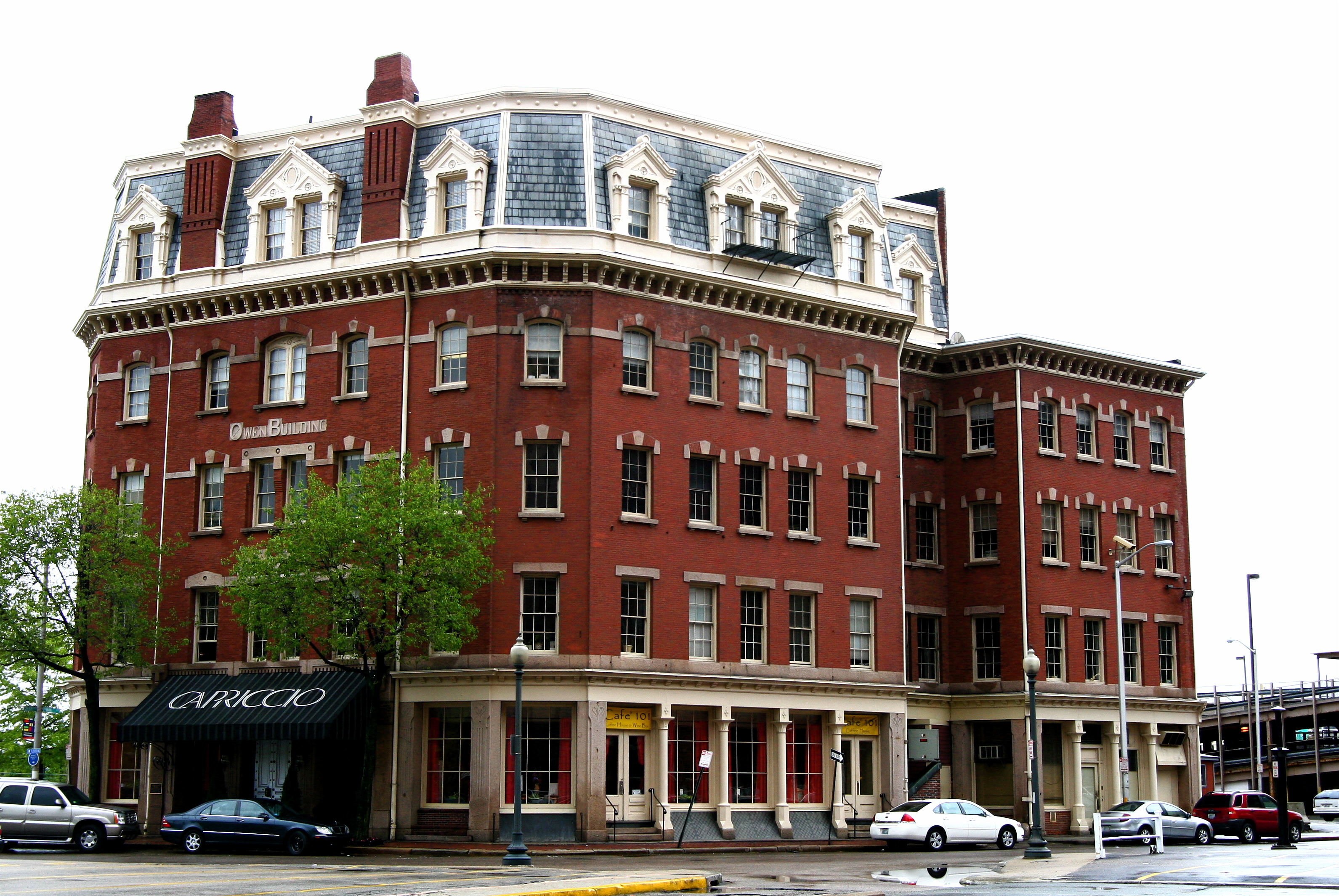
Owen Building